# Turcja na Zimowych Igrzyskach Olimpijskich 1968
Turcję na Zimowych Igrzyskach Olimpijskich 1968 reprezentowało 11 zawodników. Był to szósty start Turcji na zimowych igrzyskach olimpijskich.

## Reprezentanci

### Biegi narciarskie
Mężczyźni
- Şeref Çınar
  - Bieg na 15 km – 69. miejsce

- Rızvan Özbey
  - Bieg na 15 km – 70. miejsce

- Naci Öğün
  - Bieg na 15 km – 71. miejsce

- Yaşar Ören
  - Bieg na 15 km – 72. miejsce

- Şeref Çınar, Rızvan Özbey, Çınar, Özbey
  - Sztafeta 4 × 10 km – 15. miejsce

### Narciarstwo alpejskie
Mężczyźni
- Özer Ateşçi
  - Zjazd – 67. miejsce
  - Gigant slalom – nie ukończył
  - Slalom – odpadł w eliminacjach

- Mehmet Yıldırım
  - Zjazd – 71. miejsce
  - Gigant slalom – 84. miejsce
  - Slalom – odpadł w eliminacjach

- Bahattin Topal
  - Zjazd – nie ukończył

- Mehmet Gökcan
  - Zjazd – nie ukończył

- Zeki Erylıdırım
  - Gigant slalom – 87. miejsce

- Ahmet Kıbıl
  - Gigant slalom – 82. miejsce

- Burhan Alankuş
  - Slalom – nie ukończył